# Иоаким (Левицкий)
Архиепи́скоп Иоаки́м (в миру Ива́н Аки́мович Леви́тский; 30 марта (11 апреля) 1853, село Драбовка, Черкасский уезд, Киевская губерния — 1921, близ Севастополя) — епископ Русской православной церкви, епископ Нижегородский и Арзамасский, русский духовный писатель.

## Биография
Родился 30 марта 1853 года в семье причетника Киевской епархии в селе Драбовка.
Окончил Киево-Софийское духовное училище, Киевскую духовную семинарию (1875), Киевскую духовную академию со степенью кандидата богословия и определён преподавателем гомилетики и литургики, членом правления Рижской духовной семинарии (1879).
24 июня 1880 года был рукоположён во пресвитера к Рижскому кафедральному собору с оставлением преподавания. В 1883 по 1886 год состоял законоучителем Рижского пехотно-юнкерского училища и высшего девичьего частного училища Л. И. Тайловой и временно исполнял обязанности инспектора в семинарии.
В 1886 году овдовел и остался с тремя детьми. В 1892 году скончалась дочь. 28 июня 1893 года принял монашеский постриг, 29 июня возведён в сан архимандрита и определён ректором Рижской духовной семинарии.
В 1889 году награждён камилавкой. С 1894 года редактор «Рижских епархиальных ведомостей».
14 января 1896 года в Исаакиевском соборе Санкт-Петербурга хиротонисан во епископа Балтского, викария Каменец-Подольской епархии.
С 24 мая 1897 года — епископ Брестский, первый викарий Литовской и Виленской епархии.
С 13 января 1900 года — епископ Гродненский и Брестский.
С 26 ноября 1903 года — епископ Оренбургский и Уральский; с 7 ноября 1908 года — епископ Оренбургский и Тургайский. Председатель Оренбургского отдела Императорского православного палестинского общества, активизировал миссионерскую деятельность, открыл более 50 единоверческих приходов, где служил по старопечатным книгам, председатель Оренбургского отдела «Союза русского народа».
С 13 августа 1910 года — епископ Нижегородский и Арзамасский. Председатель Нижегородского отдела Императорского православного палестинского общества, почётный член Нижегородского отделения Всероссийского монархического совещания.
6 мая 1916 года возведён в сан архиепископа. Член Междуведомственной комиссии для рассмотрения Устава о расторжении браков. В 1917 году отстранён от управления епархией.
Награждён орденами Святой Анны III (1895) и I (1904) степени, Святого Владимира III (1899) и II (1908) степени, Святого Александра Невского (1913), черногорским орденом Святого Даниила Первого I степени (1900).
В 1917—1918 годах — член Всероссийского Поместного собора по должности, а затем по особому постановлению Собора, участвовал во всех трёх сессиях, член III, VII отделов.
22 марта 1918 года уволен согласно прошению на покой, назначен настоятелем Воскресенского Ново-Иерусалимского монастыря, затем уехал к родственникам в Крым.
Получившие распространение известия о его казни большевиками в 1918 году (якобы повешен у Царских врат кафедрального собора Севастополя) ошибочны. По сообщению епископа Таврического и Симферопольского Димитрия (Абашидзе), был убит грабителями в начале 1921 года в окрестностях Севастополя.
Семья его сына Николая отплыла с остатками Царского флота сперва в Константинополь, а потом во Францию и Америку.

## Память
При подготовке канонизации новомучеников и исповедников, совершённой РПЦЗ в 1981 году, его имя было внесено в черновой поимённый список новомучеников и исповедников Российских. Поимённый список новомучеников и исповедников РПЦЗ, куда вошло и имя архиепископа Иоакима, был издан только в конце 1990-х годов.
В 2007 году духовенство Гродненской епархии подало запрос в Синод Белорусской православной церкви о возможности его канонизации.

## Сочинения
- Несколько слов о религиозно-просветительной деятельности духовенства Рижской епархии // Рижские епархиальные ведомости. 1892.
- Нерушимая стена; Годовщина кончины прот. Н. И. Дмитриевского;Протоиерей Василий Васильевич Окнов (некролог); Библиографические заметки; Император Всероссийский Александр III; Слово в день погребения в Бозе почившего Государя Императора Александра III // Рижские епархиальные ведомости. 1894.
- Высокопреосвященный Арсений, архиепископ Рижский и Митавский // Рижские епархиальные ведомости. 1895. С. 820.
- Открытие самостоятельной Рижской епархии; Высокопреосвященный Платон (Городецкий), архиепископ Рижский и Митавский; Преосвященный Филарет (Филаретов), епископ Рижский и Митавский // Историко-статистическое описание церквей и приходов Рижской епархии. Вып. 1–2. Рига, 1894–1898.
- Речь при наречении во епископа // Церковные ведомости. Приб. 1896. № 3.
- Высокопреосвященный Арсений (Брянцев), архиепископ Рижский и Митавский. Рига, 1897.
- Архипастырское послание пастырям и пасомым Гродненской епархии. Гродна, 1901.
- Слово при прощании с воспитанниками Гродненской мужской гимназии // Гродненские епархиальные ведомости. 1903. № 51.
- Поучения // Оренбургские епархиальные ведомости. 1904. № 5, 7–10, 14–17, 19–24; 1905. № 1–2, 5–6, 9–11, 21.
- Воззвание к пастырям Оренбургской епархии // Оренбургские епархиальные ведомости. 1905. № 22.
- Речь // Оренбургские епархиальные ведомости. 1906. № 4.
- Речи на собраниях Оренбургского отдела Союза русского народа // Оренбургские епархиальные ведомости. 1908. № 40; 1909. № 3.
- Поучения // Нижегородский церковно-общественный вестник. 1911. № 8–14, 18, 38–46, 49; 1912. № 11; 1913. № 7/8; 1914. № 12–13.
- Речь на праздновании 50-летнего юбилея земских учреждений; Архипастырский призыв монастырей Нижегородской епархии об отзывчивости и помощи на нужды войны // Нижегородский церковно-общественный вестник. 1914. № 22, 38.
- Речь на собрании духовенства; Призыв к духовенству // Нижегородский церковно-общественный вестник. 1917. № 10–11.